# International Tennis Championships of Colombia 1977
L'International Tennis Championships of Colombia 1977 è stato un torneo di tennis giocato sulla terra rossa. È stata la 1ª edizione dell'International Tennis Championships of Colombia, che fa parte del Colgate-Palmolive Grand Prix 1977. Il torneo si è giocato a Bogotà in Colombia, dal 7 al 13 novembre 1977.

## Campioni

### Singolare maschile
Guillermo Vilas ha battuto in finale  José Higueras con il punteggio di 6–1, 6–2, 6–3

### Doppio maschile
Hans Gildemeister /  Belus Prajoux hanno battuto in finale  Jorge Andrew /  Carlos Kirmayr con il punteggio di 6–4, 6–2